# ペミロラスト
ペミロラスト（Pemirolast）はアレルギーの治療に用いられる肥満細胞安定化薬である。商品名アレギサール、ペミラストン。錠剤、ドライシロップ、点眼薬がある。
日本では1991年1月に気管支喘息について錠剤が承認され、1994年4月にアレルギー性鼻炎について承認された。ドライシロップの承認日は気管支喘息については1992年7月、アレルギー性鼻炎については1999年2月である:1。点眼薬は1995年1月に承認された:1。
2011年8月にはスイッチOTCとして審議・承認され、第1類医薬品として、2012年1月に鼻炎用薬として発売され、2014年1月にアレルギー用点眼薬として発売された。

## 効能・効果
（医療用医薬品）
- （錠剤、ドライシロップ）気管支喘息、アレルギー性鼻炎[6]
- （点眼薬）アレルギー性結膜炎、春季カタル[7]

（一般用医薬品）
- （錠剤）花粉、ハウスダスト（室内塵）などによる次のような鼻のアレルギー症状の緩和：くしゃみ、鼻みず、鼻づまり
- （点眼薬）花粉、ハウスダスト（室内塵）などによる次のような目のアレルギー症状の緩和：目の充血、目のかゆみ、目のかすみ（目やにの多いときなど）、なみだ目、異物感（コロコロする感じ）

## 副作用
治験での経口薬（錠剤、ドライシロップ）の副作用発現率は通算3.69%:43、点眼薬は2.50%であった。
経口薬で見られる主な副作用は、腹痛、下痢、嘔気、ALT(GPT)上昇、AST(GOT)上昇、眠気等である。
点眼薬で見られる主な副作用は、眼刺激感、眼瞼炎、眼瞼瘙痒感、眼脂、結膜充血等である。

## 作用機序
抗原刺激によるイノシトール3リン酸、1,2-ジアシルグリセロール、ホスファチジン酸の産生を抑制し:28 :16、ケミカルメディエーターの遊離を抑制する。
- 抗原あるいは抗IgE抗体刺激によるヒスタミン、SRS-A等の遊離を強く抑制する。
- ヒト好酸球のPAF刺激による遊走を抑制する。
- ヒト好酸球からのロイコトリエンC4、ECP遊離を抑制する。